# ألدو بروفاروني
ألدو بروفاروني (بالإيطالية: Aldo Brovarone) ، من مواليد 24 يونيو 1924م، مصمم سيارات إيطالي، شغل سابقاً منصب رئيس شركة بينينفارينا لتصاميم السيارات الإيطالية، من أهم أعماله وتصاميه للسيارت:
- ألفا روميو جوليا 1600.
- بارغيتا ديديكا.[4]
- فيراري 365 جي تي 2+2.
- فيراري 365 بي برلينتا سبيشلي.[5]
- بيجو 504
- بيجو 604
- فيراري 365 جي تي سي/4
- لانسا غيما.